# Антоніу-Жозе Сарайва
Анто́ніу-Жозе́ Баптіста Сара́йва (порт. António José Baptista Saraiva, 31 грудня 1917, Лейрія, Португалія — 17 березня 1993, Лісабон) — португальський філолог, літературознавець, педагог, історик португальської літератури.

## Біографія
Закінчив філологічний факультет Лісабонського університету, захистивши у 1938 році бакалаврську дисертацію з поезії Бернардина Рібейру (порт. Ensaio sobre a poesia de Bernardim Ribeiro). 
У 1942 році захистив докторську дисертацію на тему «Жил Вісенте і кінець середньовічного театру» (порт. Gil Vicente e o Fim do Teatro Medieval).
У 1949 році підтримував на виборах президента кандидатуру генерала Нортона ді Матуша. У тому ж році був звільнений з посади викладача з політичних мотивів і за якийсь час заарештований.
У співавторстві з Ошкаром Лопешем, з яким познайомився під час університетської педагогічної практики ще у 1940 році, написав фундаментальну працю з історії португальської літератури, яка витримала понад півтора десятків перевидань. Робота над працею почалась у 1953 році, а її перше видання вийшло в світ за два роки — у 1955-му.
У 1960 році емігрував, спершу до Франції, потім до Нідерландів, де викладав в Університеті Амстердама (1970—1974).
Виступав як відвертий противник режиму Салазара, а починаючи з 1944 року був членом комуністичної партії, з якої вийшов у 1962 році після відвідин СРСР.
Повернувся до Португалії після революції, викладав у Новому лісабонському університеті на факультеті соціальних і гуманітарних наук й на філфаці Лісабонського університету.
Антоніу-Жозе Сарайва помер 17 березня 1993 року просто на церемонії вручення йому премії Португальського ПЕН-клубу в Португальській асоціації письменників у Лісабоні. Похований на родинному цвинтарі у Донаші, Фундан.

## Родина
- син — Жозе-Антоніо Сарайва, журналіст, редактор тижневика Expresso (1985—2006).
- брат — Жозе-Ермано Сарайва, міністр освіти Португалії (1968—1970).

## Нагороди
- Премія Португальського ПЕН-клубу (1991)
- Премія Жасинто ду Прадо Коельо (1992)